# ولاية نغيوال

علم منطقة نغيوال

نغيوال (بالأنكليزية:Ngiwal) وهي واحدة من ستة عشر ولاية في جمهورية بالاو. ويبلغ عدد سكانها 223 (تعداد 2005) وتبلغ مساحتها 26 كيلومتر مربع. المركز الإداري هو نغيركياي.
نغيوال هي قرية صغيرة تقع على الجانب الشرقي من بابلداوب. يعمل السكان بالصيد أو في قطاعات الدولة. هناك ثلاث متاجر صغيرة المملوكة للعائلات، ومدرسة ابتدائية، ومكتبة عامة تضم مجموعة كبيرة من كتب الأطفال باللغة الإنجليزية، النسخ متاح في جميع الكتب بالاو، وهناك عدد قليل من الكتب باللغة اليابانية والإسبانية.
ومن المعروف أن قرية ذات شواطيء جميلة، ويمكن الوصول إلى قرية نغيوال مباشرة عن طريق القوارب، حيث ينبغي للمرء أن يأتي عند ارتفاع المد، وهناك رصيف آخر للوصول ولكن يقع على بعد بضعة أميال إلى الجنوب من القرية.
شكل القرية العام مشابه لتخطيط البيوت والقرى الصغيرة في الموجودة في اليابان.
الطبق الرئيسي في هذه الولاية هو الحساء المكون من اليقطين والأرز وحليب جوز الهند.